# Aphonopelma lithodomum
Aphonopelma lithodomum är en spindelart som beskrevs av Chamberlin 1940. Aphonopelma lithodomum ingår i släktet Aphonopelma och familjen fågelspindlar. Inga underarter finns listade i Catalogue of Life.